# Tischtennisweltmeisterschaft 2000
Die 46. Tischtennisweltmeisterschaft für Mannschaften fand vom 19. bis zum 26. Februar 2000 in Kuala Lumpur (Malaysia) statt.
Erstmals wurden bei einer Weltmeisterschaft nur die Mannschaftswettbewerbe durchgeführt. Die zugehörigen Einzelwettkämpfe wurden bereits im Jahr 1999 in Eindhoven (Niederlande) ausgetragen.
Der Grund für diese Besonderheiten war politisch: Ursprünglich war die komplette Weltmeisterschaft in Belgrad (Jugoslawien) geplant. Wegen des Kosovokrieges wurde diese Veranstaltung aber abgesagt. In der Kürze der Zeit organisierte man um und ließ die Einzel-WM 1999 in Eindhoven und die Mannschafts-WM 2000 in Kuala Lumpur stattfinden.
Die Zuschauerresonanz war enttäuschend. Am letzten Spieltag kamen etwa 6.000 Besucher, an den Tagen vorher jeweils etwa 1.000.

## Abschneiden der Deutschen

### Herren
Wegen einer Verletzung konnte Jörg Roßkopf nicht alle Spiele bestreiten. Die deutsche Mannschaft war jedoch ausgeglichen besetzt und konnte dessen zeitweiligen Ausfall kompensieren.
In Gruppe D belegte das Team nach Siegen über Dänemark (3:1), Slowenien (3:1), England (3:0) und Polen (3:2) sowie einer 2:3-Niederlage gegen Japan Platz 2. Danach gewann es mit 3:2 gegen die Tschechische Republik und qualifizierte sich damit für das Viertelfinale. Hier unterlag es dem späteren Weltmeister Schweden mit 0:3. Dies bedeutete in der Endabrechnung Platz 5.
Betreuer der Herrenmannschaft war Dirk Schimmelpfennig.

### Damen
Die deutsche Mannschaft gewann in Gruppe C alle Partien: 3:1 gegen die Slowakische Republik, 3:2 gegen Japan sowie jeweils 3:0 gegen Italien, Jugoslawien und Kroatien. Mit Platz 1 gelangte sie direkt ins Viertelfinale, wo sie vom späteren Vizeweltmeister Taiwan mit 3:2 bezwungen wurde. Auch diese bedeutete Platz 5.
Betreuer der Damenmannschaft war Martin Adomeit.

## ITTF-Kongress
- Der ITTF-Kongress beschließt, die Größe des Tischtennisballs von 38 mm Ø auf 40 mm Ø zu erhöhen. Grund: Der Ball soll wegen des erhöhten Luftwiderstandes stärker abgebremst und die Ballwechsel damit verlängert werden. Der neue Ball wird international ab dem 1. Oktober 2000 eingesetzt. Insgesamt erhofft man sich durch längere Ballwechsel ein – auch für das Fernsehen – interessanteres Spiel. Das erhoffte Medieninteresse blieb allerdings – wie die folgenden Jahre zeigten – aus. Tischtennis bleibt für das Fernsehen nicht gefragt.
- Die zukünftigen Weltmeisterschaften werden wieder getrennt nach Mannschafts- und Individualwettbewerben durchgeführt. Lediglich im Jahr 2001 findet noch eine „Gesamt-WM“ statt.
- Bei Weltmeisterschaften dürfen Doppel nur noch mit Aktiven aus dem gleichen Verband gebildet werden. „Internationale“ Paarungen sind nicht mehr zulässig.
- Pro Nation dürfen maximal 7 Aktive teilnehmen.
- Die bisherige Zählweise – ein Satz geht bis 21 – wird probeweise geändert. Beim Worldcup der Herren im Oktober 2000 werden die Entscheidungssätze bis 11 ausgetragen.

## Ergebnisse
| Wettbewerb        | Rang | Sieger                                                                                  |
| ----------------- | ---- | --------------------------------------------------------------------------------------- |
| Mannschaft Herren | 1.   | Schweden (Jan-Ove Waldner, Jörgen Persson, Peter Karlsson, Fredrik Håkansson)           |
| Mannschaft Herren | 2.   | China (Kong Linghui, Wang Liqin, Liu Guoliang, Ma Lin, Liu Guozheng)                    |
| Mannschaft Herren | 3.   | Japan (Toshio Tasaki, Ryo Yuzawa, Iseki Seiko, Hiroshi Shibutani, Kōji Matsushita)      |
| Mannschaft Herren | 3.   | Italien (Valentino Piacentini, Yang Min, Umberto Giardina, Massimiliano Mondello)       |
| Mannschaft Herren | 5.   | Deutschland (Jörg Roßkopf, Timo Boll, Peter Franz, Torben Wosik, Zoltan Fejer-Konnerth) |
| Mannschaft Herren | 9.   | Österreich (Ding Yi, Karl Jindrak, Kostadin Lengerov, Qianli Qian, Werner Schlager)     |
| Mannschaft Herren | 53.  | Schweiz (Andre Bandi, Michael Christe, Raphael Keller, Beat Staufer)                    |
| Mannschaft Damen  | 1.   | China (Zhang Yining, Li Ju, Wang Hui, Wang Nan, Sun Jin)                                |
| Mannschaft Damen  | 2.   | Taiwan (Pan Li-chun, Lu Yun-feng, Xu Jing, Tsui Hsiu-Li)                                |
| Mannschaft Damen  | 3.   | Südkorea (Lee Eun-sil, Kim Moo-kyo, Park Hae-jung, Ryu Ji-hae, Suk Eun-mi)              |
| Mannschaft Damen  | 3.   | Rumänien (Otilia Bădescu, Mihaela Șteff, Ana Gogorita, Antonela Manac)                  |
| Mannschaft Damen  | 5.   | Deutschland (Qianhong Gotsch, Olga Nemes, Elke Schall, Jie Schöpp, Nicole Struse)       |
| Mannschaft Damen  | 21.  | Österreich (Judit Herczig, Liu Jia, Andrea Mayrhofer, Michaela Zillner)                 |
| Mannschaft Damen  | 61.  | Schweiz (Christelle Cherix, Melanie Eggel, Catherine Tini Schmid)                       |

## Medaillenspiegel
| Rang  | Land                | Gold | Silber | Bronze | Gesamt |
| ----- | ------------------- | ---- | ------ | ------ | ------ |
| 1     | Volksrepublik China | 1    | 1      | 0      | 2      |
| 2     | Schweden            | 1    | 0      | 0      | 1      |
| 3     | Chinesisch Taipeh   | 0    | 1      | 0      | 1      |
| 4     | Südkorea            | 0    | 0      | 1      | 1      |
| 4     | Rumänien            | 0    | 0      | 1      | 1      |
| 4     | Italien             | 0    | 0      | 1      | 1      |
| 4     | Japan               | 0    | 0      | 1      | 1      |
| Total | Total               | 2    | 2      | 4      | 8      |

## Philatelie
Am 19. Februar 2000 wurden von Malaysia drei Postwertzeichen und ein Briefmarken-Block in gezähnter Ausführung herausgegeben (Michel-Katalog Nr. 869 – 871 und Block 38). Das Postwertzeichen Nr. 869 wurde auch in geschnittener Ausführung verausgabt. Dazu gab es einen Ersttagssonderstempel von Kuala Lumpur.